# Шахматовы, Саратовская (Курмышская) ветвь
Шахматовы Саратовской (Курмышской) ветви — потомственные дворяне Саратовской губернии. По семейным приданиям, род Шахматовых происходит от ордынского посла Шахмата, привозившего в 1389 году ханский ярлык на великое княжение князю Василию Дмитриевичу. Вследствие смут и междоусобий в Орде сыновья Шахмата остались на жительство и службе в Москве. В конце XVI — начале XVII в.в. род Шахматовых делился на несколько ветвей (около семи), родственные связи которых не установлены точно. Саратовские Шахматовы ведут свое происхождение от Шахматовых — курмышан, начала XVII в., связавшихся по службе и поместьям с Симбирским и Алексинским уездами Нижнего Поволжья, впоследствии переселившиеся в Саратовскую губернию.

## История рода
Первые известные упоминания фамилии в архивах относятся к 1614—1616 гг.:
Шахматов Кондратий, сын боярский, имевший поместье в Имзинском стане Курмышского у., в д. Шахматовой-Шеховское (в других случаях — Шехонское, Шахонское), на речке Васильевке, известен по архивам в 1615 году в Царицыне. По непроверенным данным его дети Лукья и Григорий служили по Саратову, сохраняя за собой поместья в Курмышском уезде. Часть земель в 1656 году унаследовал внук — Андрей Лукьянович. Известны его дети Александр Андреевич (умер в 1709 году в Свейском походе) и Михаил Андреевич, дочь которого — Акулина Михайловна была за мужем за Григорием Неклюдовым.
Шахматов Василий и его дети Григорий и Иван имели поместья, в той же речке Васильевке, в д. Васильевка Савиновское — близкие родственники Кондратьевичей.
Более определённые известия о Шахматовых в Саратове относятся ко 2-й половине XVII в. Из линии Васильевичей по Саратову служил Петр (Федорович?) и сын его — Степан. Савинское Васильевку эта линия за собой не сохранила. 

В последней четверти XVII в. но Саратову начинают служить несколько Шахматовых — сыновей Федора Шахматова, родственника Кондратьевичей и Васильевичей, (возможно внук Шахматова Кондратия сына Саввина) от которого уже прослеживается четкая линия рода Саратовской ветви.
Шахматовы Саратовской (Курмышской) ветви не значились среди знатных русских дворянских родов и вплоть до XX в. не могли доказать «благородное начало» рода и добиться утверждения герба, которым пользовались издавна. Но род был широко известен в Саратовском крае, так как жизнь и служба его представителей были тесно связаны с судьбой этого края.

## Описание герба
«Шахматовы не могли доказать „благородное начало“ рода и добиться утверждения герба. Они издавна пользовались гербом» (ГАСО, фонд 660, оп 1): В качестве щитодержателя выступает симметричный вертикальный крест, в форме — лапчатого (с округлыми краями). В центре креста расположен щит, разделенный вертикально на две равные части — на левой стороне которого изображена половина двуглавого орла, на правой стороне — зелёный дуб на красном поле. Над щитом расположен шлем, одновременно находясь в верхней «лопасти» креста, с короной возвышающейся над крестом. На остальных «лопостях» креста высечено изречение: левая — «ЗА», правая — «И», нижняя — «ЦАРЯ» (предположительно девиз — «За Иисуса и Царя»). На подвесах ниже щитодержателя три небольших креста «христианского» типа, на подвесах, обрамляющих крест, с левой стороны два шара, с правой — шар и прямоугольник (сундук ?), так же малых размеров (см. № 10).

## Генеалогическое дерево

### I-е поколение
1. Федор Иванович Шахматов — [3 сына].
 служил по Москве, был записан дворянином по московскому списку. В 1660 году в сражении под Чудновым был взят татарами в плен вместе с боярином В. Б. Шереметевым. Только в 1668 году он был прислан от него в Москву гонцом из Крыма к царю Алексею Михайловичу от боярина с целью принятия мер для «вызволения из полона». После освобождения из крымского плена был послан на государеву службу в Саратов. Имел дворовое место в Солдатской слободке у Волги, так же владел имениями (деда?) в Курмышском уезде.

### II-е поколение
2. Шахматов Тихон Федорович (±1640-1702) — [з сына + 1 дочь], [сын № 1]
 писался «московским дворянином, саратовским жителем». Во время взятия Саратова Степаном Разиным в августе 1670 г., после гибели воеводы Лопухина, вместе с детьми боярскими Ховриным и Слузовым возглавил управление над остатками сожжённого города, были прекращены грабежи, восстановлены некоторые жилища, церковь, и укрепления города. Был поверстан по Саратову в 1673 г. В 1690-х гг., голова стрельцов Тихон Шахматов, вновь отстаивал сожжённый и разоренный город от крымских татар и казаков. За заслуги бал награждён «панцирем…, пистолетами и пещалью», а также жалован большими землями, о чём свидетельствует первая запись об отказе Шахматовым в Саратове 600 четв. в Саратовском уезде по речкам Терешке и Морской Ольшанке.. В 1696 году за ним закреплено дворовое место за Московскими воротами Саратова. Учувствовал в перенесении «рыбного» города Саратова с луговой стороны Волги на нагорную. Похоронен в Троицком соборе. [з сына + 1 дочь],
3. Шахматов Иван Федорович — [нет информации о потомках], [сын № 1]
4. Шахматов Федор Федорович — [нет информации о потомках], [сын № 1]
Младшие братья Тихона так же служили по Саратову с 1680, 1683 гг.

### III-е поколение
5. Шахматов Алексей Тихонович (1679-±1745) — [потомки не известны], [сын № 2]
Жена: Шахматова (Беклемишева) Авдотья Пахомовна (в браке с 1706 г.) — сестра Никифора и ВасилияПахомовичей Беклемишевых (нижегородские помещики и в разные годы первой половины XVIII в. саратовские воеводы).
Алексей был поверстан по Саратову из недорослей в дети боярские в 1692 г. В 1702 году он заступил место отца в московском дворянском списке. Вместе с братом Лукой служил адъютантом боярина кн. Петра Ивановича Хованского. Братья участвуют в усмирении башкирского и булавинского движений, в экспедициях против калмыков, кубанцев, «воровских русских людей» и казаков. В 1710 году за долгие годы службы и ранения был произведен в капитаны к саратовским конным солдатам. В 1729 году получил в Сенате отставку с чином присвоением майора. Умер в Саратове в 1740-х гг.
6. Шахматов Лука Тихонович (±1685-±1745) — [2 сына + 3 дочери], [сын № 2]
Жена: Шахматова (дев. фамилия не известна) Анисья Варфаламеевна.
Лука на военной службе получил чин поручика в украинском походе, затем чин капитана на службе в Саратовском гарнизоне. Много преуспел «в калмыцких посылках». В 1719 году по поручению воеводы Бахметьева был послан в команду «для охранения хана Аюки». В 1720—1724 гг., состоя в команде подполковника Змеева, занимался «покупкой драгунских лошадей» у калмыков. В 1725—1731 гг. служил в кочевье за Доном как пристав в поместье иеромонаха Никодима Ленкевича. За калмыкскую службу в 1731 году произведен в капитаны. В 1731—1735 гг. те же функции исполнял при калмыцком хане Черен-Дондуке. В 1737 году был приставом в калмыцком посольстве, отправлявшемся в Тибет. По возвращении перешёл на гражданскую службу — был судьёй калмыцких и татарских дел в Астрахани, в этой должности не избежал соблазна обогатиться за счет взяток. В 1743 году приехавшая комиссия во главе с губернатором В. Н. Татищевым сочла, что приносил Лука «более вреда чем пользы» и отправила его в отставку. Умер Саратове.
7. Шахматов Артамон Тихонович — [сын № 2]

Начал службу в 1702 г. Позже служил в эскадроне астраханских драгунов полковым комиссаром по раздаче жалованья. В 1716—1717 гг. эскадрон был назначен в Хивинскую экспедицию Бековича — Черкасского. В Хиве Артамон, надо думать, и погиб вместе со всем отрядом Бековича.
8. Пилюгина (Шахматова) Акулина Тихоновна — [дочь № 2]
Муж: Пилюгин Афанасий Тимофеевич (симбирский помещик)

### IV-е поколение
9. Шахматов Алексей Лукич (±1725-1773) — [з сына + 1 дочь], [сын № 6].
Жена: Шахматова (Вышеславцева) Мария Степановна.
Алексей начал службу солдатом Азовского драгунского полка в астраханском гарнизоне, в 1740 году состоял при Персидском посольстве и был произведен из сержантов в прапорщики, в 1742 г . — в адъютанты. Служил в Казанском и Новгородском драгунских полках, вышел в отставку капитаном в 1757 году, На гражданской службе в 1757—1760 гг. он служил командиром Дмитриевского соляного правления. Далее продолжал службу в чине надворного советника в Низовой соляной конторе в Саратове, где был товарищем главно-присутствующего Петра Ададурова, а в 1764 году по определению Сената назначен в той же должности в Главную соляную контору в Москву. Умер Алексей Лукич в Саратове вначале 1773 г.
10. Шахматов Артамон Лукич (1730 — 08.08.1774, убит пугачевцами) — [з сына + 1 дочь], [сын № 6].
Жена: Шахматова (Нечаева) Просковья Ивановна, из древнего дворянского рода Нечаевых Симбирской губернии.
Артамон поступил на военную службу прапорщиком в лейб-гвардии Семёновский полк. После смерти отца и дяди вместе с братом наследовал всё движимое и недвижимое имущество Шахматовых. В 1755 году вышел в отставку в чине капрала и переехал в Саратов. Помимо городского дома имел он усадьбу в деревне Хмелевка, в 15 верстах к югу от Саратова. Туда он выехал с семьёй в августе 1774 г. в преддверии захвата Пугачёвым Саратова. Когда мятежники отступали из города, то путь их лежал как раз через Хмелёвку. Предупреждённый о приближении бунтовщиков к деревне, Артамон Лукич закопал наспех собранные в большой сундук ценные вещи, покинул с женой и её сестрой господский дом и спрятался в тайниках на волжском острове. Когда «пугачёвская рать» прошла через Хмелёвку, Артамон покинул убежище и прибыл в усадьбу на разведку. За первой партией пугачёвцев в деревню нежданно нагрянула другая. Артамона Лукича застали врасплох схватили и после скорого суда приговорили к смертной казни.
Позже в тайниках пугачевцами была найдена и жена Артамона — Просковья вместе с сестрой Матреной. Матрена чудом избежала смертельной расправы. А Просковья Ивановна была приговорена к смерти. Пьяные бунтовщики трижды неудачно вешали мученицу на большом старом ветвистом вязе, стоящем в центре хозяйственных построек Хмелевской усадьбы. Кто-то напомнил, что приговоренным к повешенью, в случае троекратной неудачи палача, полагается помилование. Она осталась жива. Возможно, с этими трагическими событиями связан и герб Саратовской ветви Шахматовых.

Через брак Артамона Лукича с Прасковьей Ивановной, через её брата и сестер Шахматовы приобрели родственные связи не только с родом Нечаевых, но и с другими известными дворянскими родами того времени, в той или иной степени связавших потомков в жизни и по службе. Многие так же не избежали смертельной участи во время пугачевского бунта:
-  Столыпина (Нечаева) Екатерина Ивановна — муж Столыпин Даниил Александрович (1728—1774), мл. ветвь Столыпиных, оба убиты пугачевцами в Красной Слободке, Воронежской губернии.

11. Жукова (Шахматова) Марья Лукинична — [дочь № 6]
Муж: Жуков Петр Иванович (шацкий и пензенский помещик).
12. Шахматова Анастасия Лукинична (схимонахиня Ксения) — [дочь № 6]
13. Наумова (Шахматова) Анна Лукинична — [дочь № 6]
Муж: Наумов Николай Иванович — подпоручик, имел имения в Саранском уезде. В браке с 1753 г.

### V-е поколение
Линия — Алексеевичи:
14. Шахматов Николай Алексеевич (1748—1796) — надворный советник, кавалер Мальтийского ордена. [1 сын], [сын № 9]
Жена: Шахматова (Черткова) Евдокия Григорьевна († 1798) — дочь ярославского помещика и родственница саратовского губернатора В. А.

Черткова
Николай воспитывался в Сухопутном шляхецком корпусе. Служил в Гос. военной коллегии. В 25 лет вышел в отставку в чине секунд-майора. Был членом Конторы опекунства иностранных в Саратове и Саратовским уездным предводителем дворянства. Наследовал имения в Саратовском уезде, а после гибели брата и остальное имущество отца, по купчей приобрел имения ст. Чиртим и Аряш в Кузнецком уезде.
15. Шахматов Павел Алексеевич († 1774 убит пугачевцами в Саратове) — сержант артиллерии. [сын № 9]
16. Лодыженская (Шахматова) Екатерина Алексеевна († 1776) — вышла за муж в 16 лет [дочь № 9]
Муж: Лодыженский Михаил Михайлович (1731—1801)
Линия — Артамоновичи:
17. Шахматов Иван Артамонович (1756-†) — служил в лейб-гвардии Преображенском полку, был предводителем дворянства Саратовского уезда. [потомки не известны], [сын № 10]
18. Шахматов Петр Артамонович (1757-†) — служил в лейб-гвардии Преображенском полку. [потомки не известны], [сын № 10]
19. Шахматов Александр Артамонович (1760—1823) — коллежский асессор.[2 сына + 1 дочь], [сын № 10]
Жена: Шахматова (Агафонникова) Наталия Николаевна (±1770-±1846). В первом браке была за Челюскиным Александром Васильевичем (ум. 1788 г.). Сын от первого брака — Челюскин Николай Александрович (1788—1851).
Александр с 1775 г. служил в лейб-гвардии Преображенском полку. В 1785 году вышел в отставку в чине поручика. Был предводителем дворянства Сердобского уезда. Владел родовыми имениями в Саратовском и Сердобском уездах. В 1823 году убит своими крестьянами.
20. Рычкова (Шахматова) Марья Артамоновна (рожд. 1767) — [дочь № 10]

Чудом уцелела от расправы пугачевцами в августе 1774 г., была переодета и спрятана в крестьянской семье при усадьбе в Хмелевке. [потомки не известны],
Муж: Рычков Петр Андреевич (1759-†), отец которого, Рычков Андрей Петрович (1740—1774), будучи комендантом Симбирска, погиб в чине полковника, защищая город от пугачёвцев. Его дед известный географ, историк и краевед П. И. Рычков.

### VI-е поколение
Линия — Алексеевичи/Николаевичи (прекратилась):
21. Шахматов Александр Николаевич (1790—1859) — [бездетен], [сын № 14]
 действительный (возможно тайный) статский советник, камергер. Кавалер орденов Св. Анны I ст., Св. Станислова I ст., Св. Владимира II ст., ордена Ал. Невского и Мальтийского ордена.
Был женат трижды, одна из первых:
Жена: Шахматова (Ланская) Людмила Васильевна (1799—1834) — дочь Министра внутренних дел В. С. Ланского;
Жена (вдова): Шахматова (Мейнбаум) Софья Фердинантовна.
Александр, после ранней смерти отца, получил опекунство от друга семьи Ханыкова Петра Исаевича, который в дальнейшем управлял и хозяйством. Александр служил по Министерству внутренних дел, в гос. контроле и в императорском человеколюбивом обществе. Владел около 15 тыс. десятин земли с имениями в Саратовском и Кузнецком уездах. После его смерти часть его имущества перешла двоюродным братьям по линии Артамоновичей
Линия — Артамоновичи/Александровичи:
22. Шахматов Иван Александрович (1794—1860) [1 сын + 2 дочери], [сын № 19]
Жена: Шахматова (Котова) Александра Гавриловна

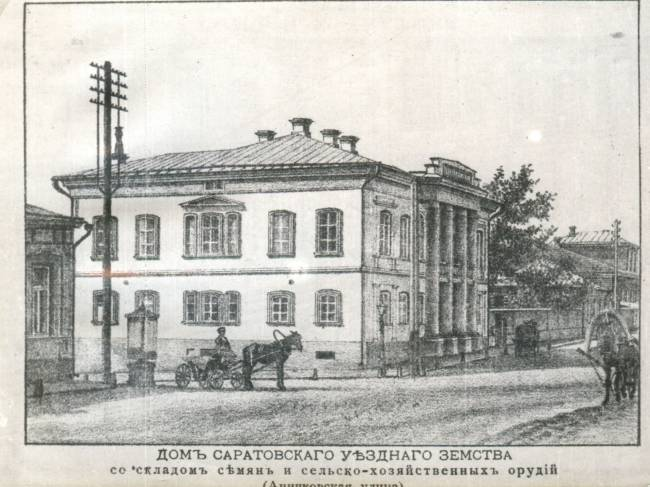
Дом А. А. Шахматова в Саратове

23. Шахматов, Алексей Александрович (1797—1868) [3 сына + 2 дочери], [сын № 19]
Жена: Шахматова (Столыпина) Варвара Петровна (±1800-1865)
24. Ченыкаева (Шахматова) Мария Александровна — [1 сын + 2 дочери], [дочь № 19]
Муж: Ченыкаев Николай Тимофеевич (±1792-1840)

### VII-е поколение
Линия — Артамоновичи/Александровичи/Ивановичи:
25. Шахматов Александр Иванович (1826—1896) [сын № 22] (порядок браков требует уточнения)
Жена 1: Шахматова (Федорова) Лариса Сергеевна [3 сына + 1 дочь]
Жена 2: Шахматова (Всеволожская) Пелагея Николаевна (1850—1919) [2 сына + 1 дочь].

Дочь Всеволожского Николая Николаевича, четвероюродного брата Александра Ивановича по линиям пра-бабушек — сестер Нечаевых (см. № 10)
26. Богданова (Шахматова) Наталия Ивановна — [потомки не известны], [дочь № 22]
муж: Богданов Федор Иванович.
27. Инглез(с) (Шахматова) Полина [Пелагея] Ивановна — [потомки не известны], [дочь № 22]
муж: Инлез(с) Александр Павлович.
Линия — Артамоновичи/Александровичи/Алексеевичи:
28. Шахматов Александр Алексеевич (1828—1871) — сенатор, тайный советник. [1 дочь вне брака, в браке 1 сын + 2 дочери], [сын № 23]
Жена: Шахматова (Козен) Мария Федоровна (1838—1870) — дочь генерал-лейтенанта Ф. А. Козена.

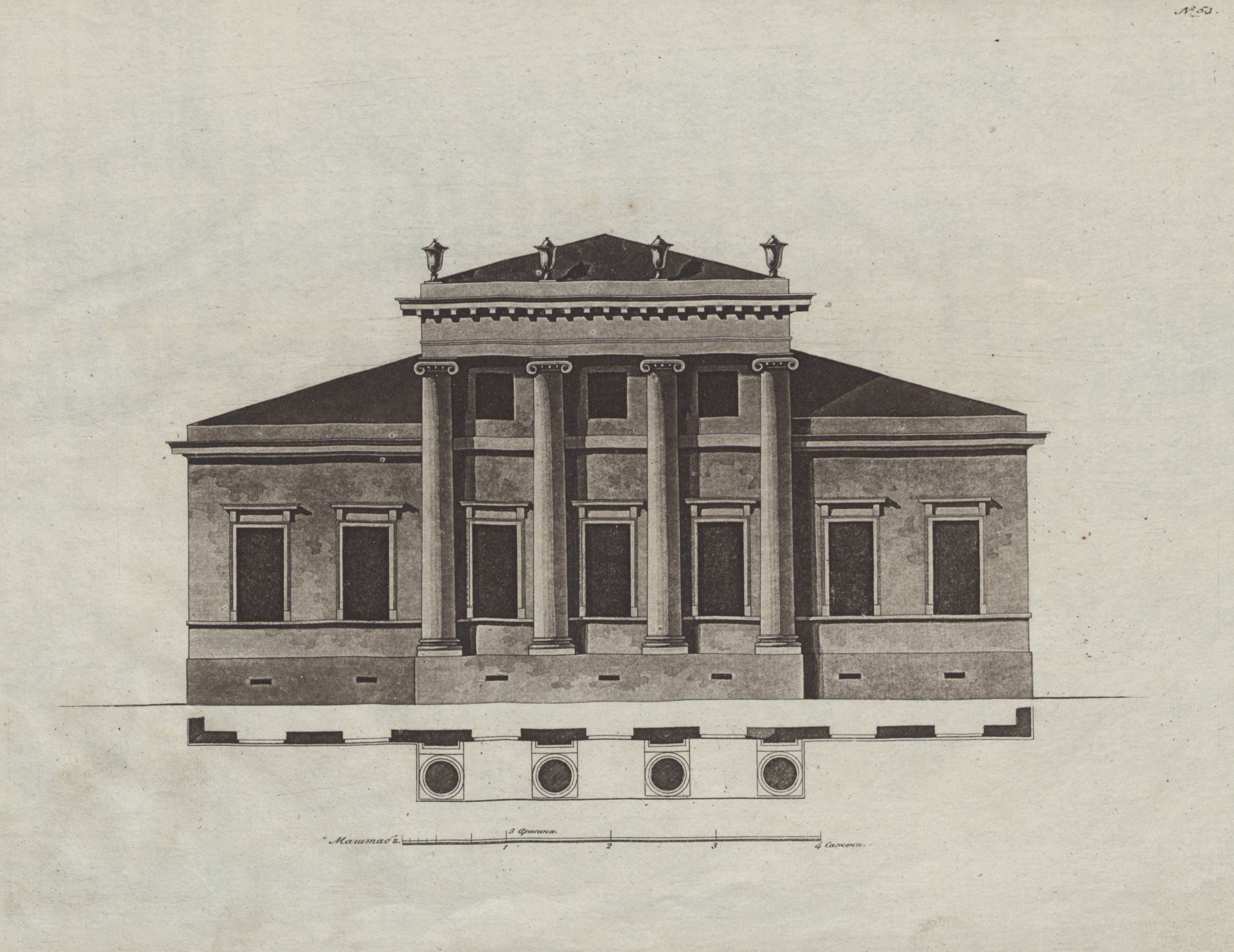
Дом Г. А. Шахматова в Саратове

27. Шахматов Григорий Алексеевич (1830—1878) — служил в гвардии, в возрасте 34-х лет вышел в отставку генерал-майором.[бездетен], [сын № 23]

Восприемники при рождении:
Тайный Советник А. В. Казадаев, Действительная Статская Советница Екатерина Петровна Алсуфьева (Олсуфьева)
Действительный Камергер В. А. Всеволожский, Кригс-Цалмейстерша Наталья Алексеевна Столыпина (старшая ветвь рода Столыпины)

После смерти матери унаследовал имение Козловка в Саратовской губернии (заложено и потеряно), приобрел дом в Саратове, (ныне не существует)
29. Шахматов Алексей Алексеевич (1832—1880) — пианист-любитель, композитор, автор музыки романсов на стихи известных поэтов того времени (например: -). Принял опеку над осиротевшими детьми семьи старшего брата — Александра. [бездетен], [сын № 23]
Жена: Шахматова (Челюскина) Ольга Николаевна (1840—1919) — сводная двоюродная сводная сестра по линии матери мужа.

Алексей в юности получил музыкальное образование, окончил Петербургское училище правоведения. Службу начал в стрелковом Императорской фамилии батальоне, рано вышел в отставку — в чине всего лишь штабс-капитана. Женился против воли отца и продав данное ему отцом «на прокорм» до женитьбы имение, Ульяновку, уехал с женой в Париж. В Париже прожил четыре года, в Россию вернулся весной 1867 г. Был прощен отцом, и получил запущенное имение Губаревка. В 1874 году он купил в Саратове дом на углу Ильинской и Константиновской улиц, рядом с домом сестры жены Натальи Николаевны Михалевской. Был дружен с композитором И. П. Ларионовым, автором музыки к песни Калинка-Малинка и др. Занимался сельским хозяйством, общественной деятельностью, музыкой и литературой. Был саратовским уездным предводителем дворянства и мировым посредником. Был одним из первых директоров Саратовского отделения Императорского Русского Музыкального Общества (ИРМО). Умер, как и старший брат, в сравнительно не старом возрасте — 48 лет. Похаронен на кладбище Саратовского мужского Спасо-Преображенского монастыря.
30. Трирогова (Шахматова) Наталия Алексеевна (1838—1903) — активно занималась благотворительной деятельностью в Санкт-Петербурге и Саратовской губернии. В память о муже, на собственные средства, учредила стипендию для студентов при Императорском Санкт-Петербургском университете. [3 сына], [дочь № 23]
Муж: Трирогов Владимир Григорьевич (1834—1891) — государственный деятель при Министерствах Государственных Имуществ и Внутренних Дел, тайный советник.
31. Зузина (Шахматова) Варвара Алексеевна (1840—1908) — [3 сына + 1 дочь], [дочь № 23]
Муж: Зузин Николай Александрович (1835—1901) — из древнего дворянского рода Зузиных, штабс-капитан в отставке, участник Крымской войны (1853—1856) и Севастопольской обороны (1854—1855), на гражданской службе являлся видной фигурой в костромском земстве.
Варвара родилась в Санкт-Петербурге. Восприемники при рождении: Шахматов Александр Николаевич, камергер её величества императорского двора, ДСС [двоюродный дядя — см. № 21]; капитанша Ченыкаева (Шахматова) Марья Александровна (вдова) [родная тетя — см. № 24]. Получила образование в Петербургском училище ордена Святой Екатерины, в институте училась вместе с Марией Козен, будущей женой старшего Александра (см. № 26). В замужестве с семьей проживала в Костроме, в имении Зузиных — усадьбе Денисово.

### VIII-е поколение
Линия — Артамоновичи/Александровичи/Ивановичи/Александровичи:

Дети от 1-го брака № 25:
32. Шахматов Вячеслав Александрович (1864-†) — [известен 1 сын], [сын № 25/1]
Жена: ШАХМАТОВА (Типольт) Мария Апполоновна — дочь Типольт Аполлона Александровича (1821—1908) из баронского рода Типольт и Типольт (Градовской) Натальи Дмитриевны, родной тети жены академика А. А. Шахматова (см. № 41).
33. ГРАВЕ (Шахматова) Ольга Александровна (1867—1920)- [потомки неизвестны], [дочь № 25/1]
Муж: Граве Семен Владимирович
34. Шахматов Борис Александрович (1870-†) — [потомки неизвестны], [сын № 25/1]
35. Шахматов Юрий (Георгий ?) Александрович (1872-†) — Полковник царской армии, участник первой мировой войны [сын № 25/1]
Жена 1: Шахматова (Свечниа) Александра — [1 сын + 1 дочь]
Жена 2: Софья — [1 сын]
Дети от 2-го брака № 25:
36. Граве (Шахматова) Наталья Александровна (1880—1921) — [2 дочери], [дочь № 25/2]
Муж: Граве Николай Владимирович (1869—1931)
37. Шахматов Владимир Александрович — [потомки неизвестны], [сын № 25/2]
38. Шахматов Евгений Александрович — [потомки неизвестны], [сын № 25/2]
Линия — Артамоновичи/Александровичи/Алексеевичи/Александровичи:
39. Шахматова Наталья Александровна (1855—1921) — [1 сын, Юрий], [внебрачная дочь № 28]
40. Масальская-Сурина (Шахматова) Евгения Александровна (1863—1940) — умерла в блокаду Ленинграда [дочь № 28]
41. Шахматов, Алексей Александрович (1864—1920) — [1 сын + 1 дочь], [сын № 28]
Жена: Шахматова (Градовская) Наталья Александровна (1870—1940) — дочь Градовского Александра Дмитриевича, родной брат тещи В. А. Шахматова (см. № 32)
42. Шахматова Ольга Александровна (1855—1921) — [потомки неизвестны], [дочь № 28]

### IX-е поколение
Линия — Артамоновичи/Александровичи/Ивановичи/Александровичи/Вячеславовичи:
43. Шахматов Мстислав Вячеславович (1888—1943) — [потомки неизвестны], [сын № 32]
Линия — Артамоновичи/Александровичи/Ивановичи/Александровичи/Юрьевичи:

Дети от 1-го брака № 35:
44. Шахматов Николай Георгиевич (Юрьевич) (1890—1976) — [сын №. 35/1] (внук № 25/1)
Жена 1: Шахматова (Амелунг) Ольга Константиновна († 1969) — [3 сына]
представители данной линии известны в первой четверти XXI века.
Жена 2: Шахматова (Граве) Елена Николаевна (рожд. 1906) — [потомки неизвестны], [дочь № 36], (внучка № 25/2)
с мужем сводные троюродные брат и сестра по деду — А. И. Шахматову
45. Быстринина (Шахматова) Нина Юрьевна — [потомки неизвестны], [дочь №. 35/1]
Муж: Быстринин Александр Вячеславович
Дети от 2-го брака № 35:
46. неизвестен [сын №. 35/2]
Линия — Артамоновичи/Александровичи/Алексеевичи/Александровичи/Алексеевичи (прекратилась):
47. Копылова (Шахматова) Ольга Алексеевна (1897—1942) — [дочь 1929 г.р.], [дочь № 41].
 разведена, имела дочь в браке. Умерла от голода в блокаду Ленинграда.
Муж: Копылов Николай Антонович (1886—1937) — репрессирован в 1935 году, расстрелян в Ленинграде в 1937. Во втором браке (1929—1934) состоял с троюродной сестрой первой жены — Трироговой Варварой Григорьевной, внучке Н. А. Трироговой (Шахматовой) (см. №.30). (От второго брака был сын — Копылов Всеволод Николаевич (1933—2001).
48. Шахматов Александр Алексеевич (1898—1910) — [сын № 41].

Из-за туберкулёзного менингита был прикован к постели. В дневнике за 16 июля 1901 года Шахматов записал: «Саша наш всё плох, хотя вырос и цветёт, но сидеть не может и сознания настоящего нет. Страшно подумать.» (РГАЛИ, ф. 318, оп.1. ед. хр. 91).
49. Коплан (Шахматова) Софья Алексеевна (1901—1942) — [сын], [дочь № 41].

Умерла от голода в блокаду Ленинграда вместе с сыном.
Муж: Б. И. Коплан
50. Шахматова Екатерина Алексеевна — [потомки неизвестны], [дочь № 41].

На этом, указанная выше линия Шахматовых, прекратилась.

### Заключение
В конце XX — первой четверти XXI веков известны лишь потомки в X и XI поколениях Линии — Артамоновичи/Александровичи/Ивановичи/Александровичи/Юрьевичи/Николаевичи — дети и внуки Шахматова Николая Георгиевича (Юрьевича) (см. № 44/1)